# 腔静脉
腔静脉（拉丁語：Venae cavae）俗稱的大靜脈，分为上腔静脉与下腔静脉。
腔静脉連結右心房。是體循環系統的一部分。
左心室→主動脈→小動脈→組織微血管→小靜脈→腔靜脈（上、下腔靜脈）→右心房
主要功能是一种将全身減氧血运送回心脏開始肺循環的，上腔靜脈匯合頭部和上肢的血，下腔靜脈由半身與下肢靜脈匯合而成。